# Кёпманнебро
Кёпманнебро (швед. Köpmannebro) — это бывшая небольшая деревня в приходе Сколлеруд в муниципалитете Меллеруд в округе Вестра-Гёталанд. Он расположен у дороги E45, железной дороги Норвегия/Венербания.
В 2010 году население составляло 79 человек. В 2015 году SCB изменил метод составления статистики малых городов, в результате чего Кёпманнебро перестал соответствовать критериям малых городов.

## История
Компания AB Turpentine в Штоксунде построила в начале 20-го века завод по очистке живицы в Кёпманнебро. Мельница Биллингсфорса, среди прочих, продавала здесь свой сырой скипидар для очистки.
Во время Второй мировой войны 7-9 мая 1943 года в бывшей студии куратора птиц Килена в Хёкелидене, в двух километрах к югу от Кёпманнебро, состоялась важная секретная встреча между Милоргом, норвежским правительством в Лондоне и норвежским легатом в Стокгольме с целью улучшения сотрудничества против немецкой оккупации. В этом доме располагалась база разведывательной службы шведского штаба обороны в Дальсланде, которую они предоставили норвежцам.